# Liêu Tây (tỉnh)

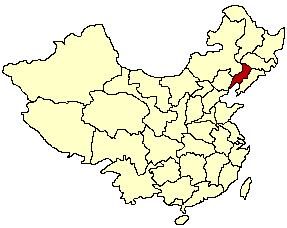
Địa giới Liêu Tây

Liêu Tây (giản thể: 辽西省; phồn thể: 遼西省) là một tỉnh cũ tại Trung Quốc. Chính phủ Nhân dân Đông Bắc phê chuẩn thành lập tỉnh Liêu Tây vào ngày 21 tháng 4 năm 1949 trên các phần đất thuộc hai tỉnh Liêu Ninh và Liêu Bắc trước đây. Thủ phủ tỉnh Liêu Tây đặt tại Cẩm Châu. Tỉnh Liêu Ninh cũ bị chia tách thành hai phần trực thuộc Liêu Đông và Liêu Tây. Tỉnh Liêu Bắc bị điều chỉnh minh Triết Mộc Lý sang khu tự trị Nội Mông. Ngày 19 tháng 6 năm 1954, chính phủ Nhân dân Trung ương phê chuẩn giải thể tỉnh Liêu Tây. Thành phố Tứ Bình và hai huyện Lê Thụ và Song Liêu của tỉnh Liêu Tây chuyển về tỉnh Cát Lâm mới, phần còn lại sáp nhập với Liêu Đông để trở thành tỉnh Liêu Ninh mới. Tỉnh Liêu Tây đến đây chấm dứt tồn tại.